# St. Stephan (Köln)
Die römisch-katholische Kirche St. Stephan wurde zwischen 1884 und 1887 nach Plänen von August Carl Lange und Robert Mohr in Köln-Lindenthal errichtet. Sie war eine der ersten Kirchen in Deutschland, die bereits am 27./28. Mai 1941 zerstört wurde. Lediglich der Kirchturm wurde nach dem Zweiten Weltkrieg in veränderter Form wiederhergestellt. Der Kirchturm und einige Ausstattungsgegenstände der Kirche wurden am 24. Juli 1985 und am 19. Juni 2001 unter Denkmalschutz gestellt und in die Denkmalliste der Stadt Köln eingetragen.

## Geschichte
Bis zur Errichtung der Kirche St. Stephan an der Bachemer Straße wurde die katholische Bevölkerung von Lindenthal von der Kirchengemeinde St. Stephanus des Krieler Dömchens betreut. Mit der stark einsetzenden Bautätigkeit und damit anwachsenden Bevölkerung in Lindenthal ab 1869 wuchs der Bedarf nach einer größeren Kirche. Im Jahr 1882 wurde aus dem Besitz von Fritz von Wittgenstein mit der Genehmigung des Kirchenvorstands von Kriel ein Grundstück an der Bachemer Straße für 15.000 Mark angekauft. Die preußische Staatsregierung hat am 15. Juli 1882 die Genehmigung zum Ankauf eines Geländes zwecks Bau einer Kirche erteilt. Der Grundstückskauf wurde zum Teil aus einem Baufonds für die Errichtung einer neuen Pfarrkirche finanziert, der seit 1872 insgesamt 6.645 Mark gesammelt hatte. Zusätzlich ermöglichten großzügige Privatspenden den Ankauf des Grundstücks.
Mit der Planung des Neubaus der Pfarrkirche wurde der Kölner Architekt August Carl Lange beauftragt, der seine Entwürfe und den Kostenvoranschlag über 115.119 Mark am 19. Dezember 1883 dem Kirchenvorstand vorlegte. Nach Billigung des Bauprojektes durch die zuständigen Kirchengremien war während des Kulturkampfes auch noch eine staatliche Genehmigung durch den Kölner Baurat van den Bruck notwendig. Van den Bruck versuchte das Bauprojekt zu verzögern, in dem die Gemeinde zunächst die Notwendigkeit des Kirchenneubaus nachweisen musste. Zudem wurde von ihm der Bauentwurf kritisiert und bemängelt, dass Angaben zu Turmuhr, Orgel, Pflasterung und Kirchenutensilien fehlen sowie schließlich ein Kirchenbau ohne Kirchturm und umfangreichen Einfriedungen gefordert. Unklar war zu diesem Zeitpunkt auch noch weitgehend die Finanzierung, da nicht mehr als 90.000 Mark Darlehen aufgenommen werden durften. Die Finanzierungslücke schloss eine unbekannte Spenderin aus Aachen, die durch den Tuchfabrikanten Robert Pfennings 22.000 Mark mit folgenden Auflagen spendete:
- Die Spende sollte ausschließlich für den Kirchenbau nach den Plänen August Carl Langes verwendet werden.
- Mit dem Bau sollte noch im selben Jahr begonnen werden.
- Die Kirche sollte auf dem Grundstück an der Bachemer Straße errichtet werden.
- Gleichzeitig soll ein passendes Pfarr- und Vikariegebäude erbaut werden.[4]

Nach Annahme der Schenkung durch den Kirchenvorstand wurde um die landesherrliche Genehmigung der Schenkung gebeten, die am 12. Dezember 1884 erteilt wurde.

## Baugeschichte

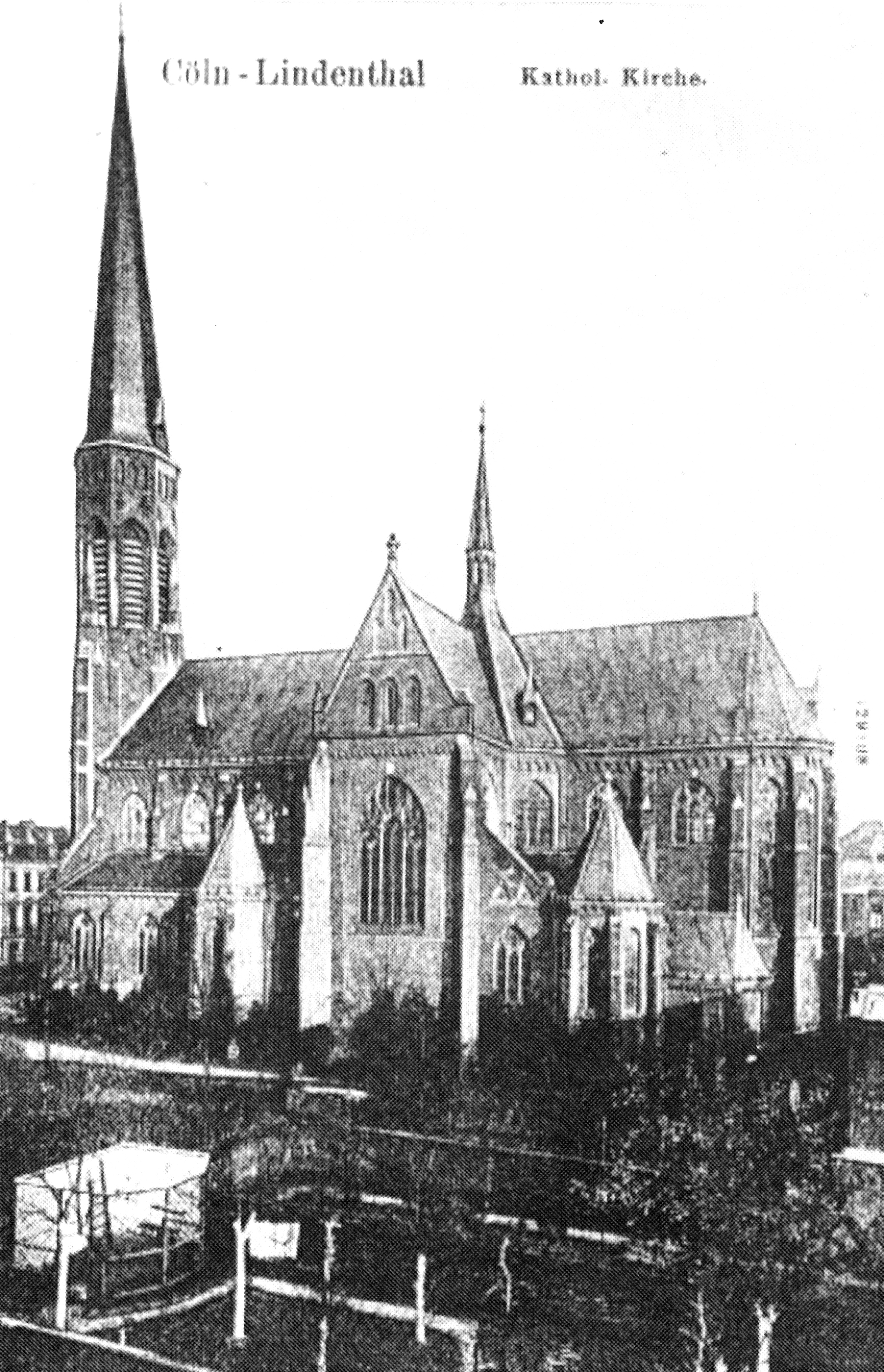
Neogotische Kirche Sankt Stephan (Zustand 1904)

### Neugotische Kirche St. Stephan (1887 bis 1944)
Nach Erteilung der Baugenehmigung am 4. Oktober 1884 fand die feierliche Grundsteinlegung am 12. Oktober 1884 statt. Bereits am 3. November 1884 wurde durch die Firma Gebr. Odenthal mit den Mauerarbeiten begonnen, die nach dem Tod August Carl Langes durch den Kölner Architekten Robert Mohr koordiniert wurden. Am 23. Oktober 1887 fand die Einsegnung der neu erbauten Kirche statt. Die Konsekration konnte erst nach Beendigung des Kulturkampfes am 2. Mai 1889 durch den späteren Erzbischof Antonius Fischer  erfolgen.
Charakteristisches Merkmal der Kirche St. Stephan ist ein übereckgestellter, 56,80 m hoher Vierkant-Kirchturm mit neogotischer Backstein-Werksteingliederung, die durch eine hohe Turmspitze bekrönt war, die durch Fliegerangriffe im Zweiten Weltkrieg zerstört wurde.
Die Kirche ist im Stil einer Kreuzkirche mit einer achteckigen Kuppel über der Vierung errichtet worden. Westlich der Kuppel schloss sich das 12,35 m lange und 7,27 m breite Mittelschiff an. Der im Osten gelegene Chor war 8,48 m lang und 6,60 m breit. Die zwei Seitenschiffe waren je 14,65 m lang und wie Chor und Mittelschiff 17 m hoch. Die Maßwerke der Fenster sowie die runden Säulen im Kircheninneren, die Gurtbögen und Gewölbe wurden in einem roten Sandstein ausgeführt.
St. Stephan wurde als erste der Kölner Kirchen beim in der Nacht vom 27./28. Mai 1941 durch einen Luftangriff zerstört. Lediglich der Kirchturm blieb zunächst unbeschädigt. Am 3. Juni 1941 fand in der zerstörten Kirche der letzte Gottesdienst statt. Nach einem schweren Luftangriff der Royal Air Force in der Nacht vom 20. auf den 21. April 1944 stürzte schließlich der brennende Turmhelm des Kirchturms in das schon zerstörte Langhaus der Kirche. Der Kirchturm brannte völlig aus, und die Wände der Mittel- und die Seitenschiffe wurden komplett zerstört. Lediglich die Chorapsis und die Joche am Turm waren noch erhalten. Aufgrund des Ausmaßes der Beschädigung war nach dem Krieg nicht vorgesehen, die Kirche wieder aufzubauen. Im Jahr 1948 / 49 wurden 180.000 Feldbrandsteine durch den städtischen Konservator für 8100 Mark aufgekauft. 2000 Steine wurden für die Restaurierung der Ulrepforte und 10.000 Steine für den Wiederaufbau des Overstolzenhauses verwendet.

### Notkirche in der Nachkriegszeit

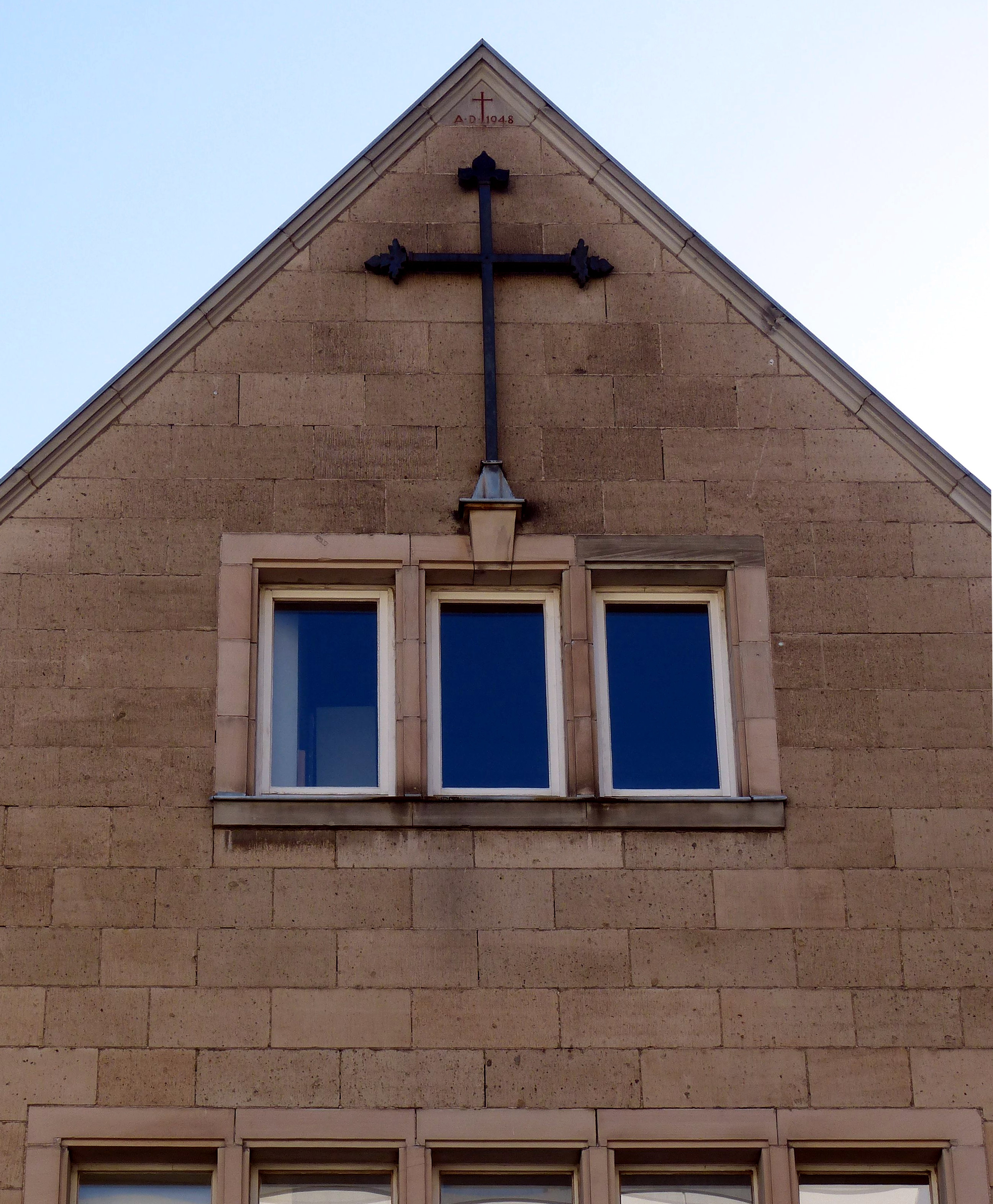
Giebel des Pfarrhauses mit dem Chorkreuz der alten Kirche

Beim Luftangriff in der Nacht vom 20. auf den 21. April 1944 wurde auch das Pfarrhaus und das Vereinshaus zerstört, das von 1941 bis 1944 als Notkirche gedient hat. Das im April 1944 zerstörte Vereinshaus wurde bereits 1946 / 1947 instand gesetzt. Im Pfarrheim wird am 6. August 1948 das Richtfest für die Notkirche gefeiert. Zwei Tage später stürzt nach einem schweren Sturm die Ruine der Chores der Stephanskirche ein. Am 25. Dezember 1948 wurde das Chorkreuz der untergangenen Kirche St. Stephan als Giebelkreuz im Pfarrheim wieder aufgestellt. Bereits am 27. August 1945 konnte mit Bücherspenden die Pfarrbücherei wiedereröffnet werden, nachdem die St. Stephan-Bibliothek ebenfalls im April 1944 verbrannte.
Die Kirchengemeinde fand nach 1945 zunächst notdürftig Unterkunft im Lindenthaler St. Anna-Haus und in der Notkirche im Pfarrheim, wo erstmals 1949 nach dem Krieg wieder Weihnachten gefeiert wurde. Die Notkirche, deren Altarraum 1954 nochmals umgestaltet wurde, war der Mittelpunkt des Gemeindelebens bis zur Einweihung des Kirchenneubaus 1961.

### Neubau der Kirche St. Stephan

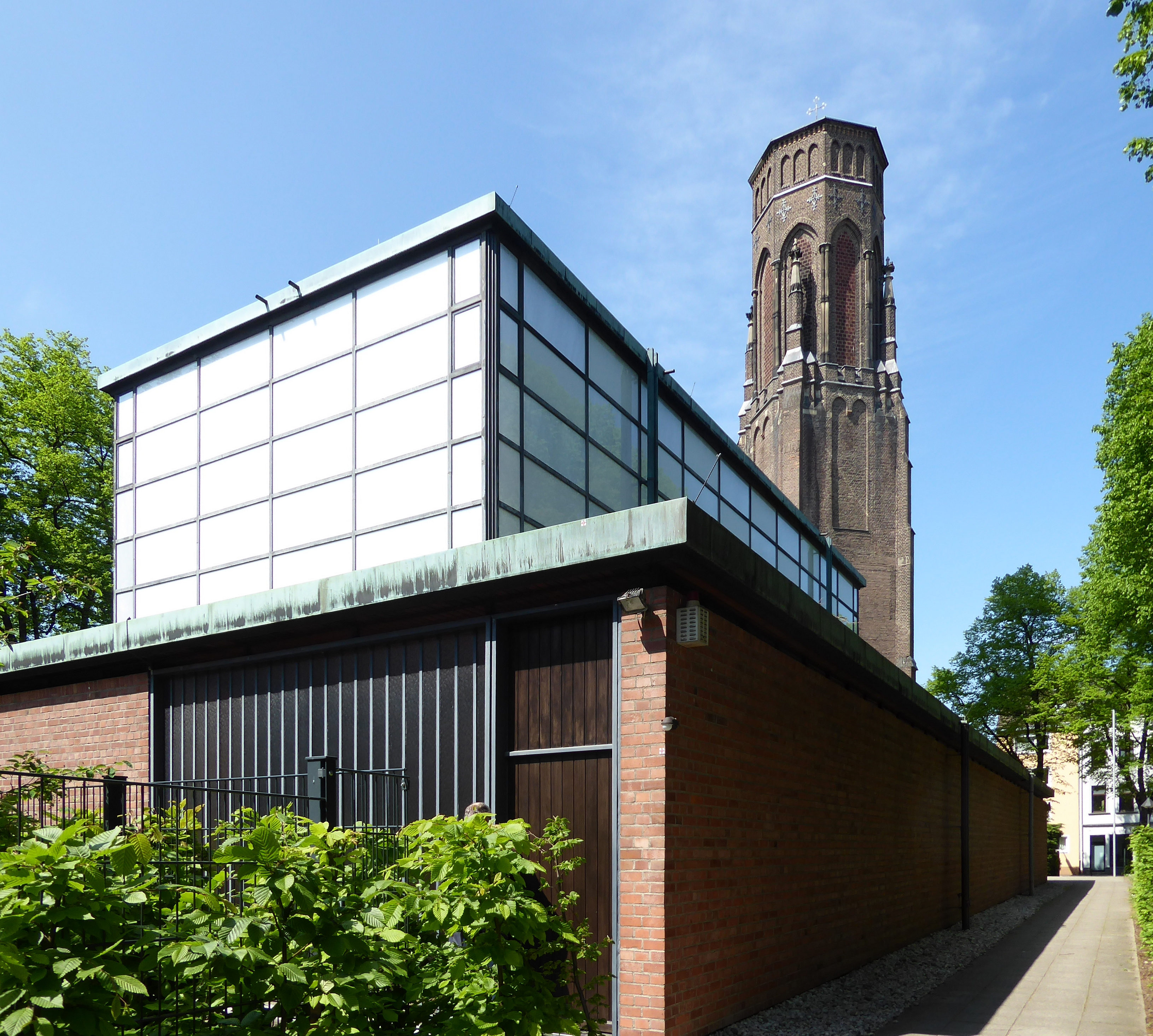
Neubau von St. Stephan (1960/1961)

1957 wurden Überlegungen angestellt, die Kirche wieder aufzubauen. Unterstützt wurde das Anliegen durch den damaligen Kirchenvorstand und Kölner Oberstadtdirektor Max Adenauer. Das Erzbischöfliche Generalvikariat genehmigte den Neubau unter Auflage der Einbeziehung der Ruine des Kirchturms ohne Turmhelm als dem Baukörper vorgelagerte Campanile. Der Kirchenvorstand schrieb einen auf drei Lindenthaler Architekten begrenzten Wettbewerb aus. Am 24. Februar 1958 wurde die Baugenehmigung für einen Bauentwurf des Architekten Joachim Schürmann erteilt. Zunächst musste das Grundstück enttrümmert werden.
Erst 18 Jahre nach der Zerstörung des Langhauses im Jahr 1941 begann man am 21. September 1959 nach Plänen von Joachim Schürmann mit dem Wiederaufbau, der 1961 vollendet wurde. Am 17. Januar 1960 fand im Beisein des Stadtdechanten Robert Grosche die feierliche Grundsteinlegung für den neuen Kirchenbau statt. In den Grundstein ist ein Marmor aus der Jerusalemer Stephanuskirche eingelassen worden. Schürmann verfolgte dabei das schlichte Baukonzept des transparenten Lichtbaus, angelehnt an die Architektur Mies van der Rohes. Die Gestaltung der umlaufenden Fensterfront folgt dem Architekturkonzept Schürmanns. Die Fenster bestehen abwechselnd aus einer Reihe Doppelglasscheiben mit einer lichtdurchlässigen Zwischenschicht aus Glasgewebe und transluzenten Doppelglascheiben mit einer dazwischenliegender Mineralfaserplatte (Sillan). Die Baukosten für den Neubau beliefen sich auf 900.000 DM.
Der Rohbau der Kirche war am 20. Juli 1960 fertiggestellt. In den folgenden Monaten erfolgte der Innenausbau der Kirche. Am 12. März 1961 erfolgte die feierliche Konsekration der neuen Kirche durch den Kölner Erzbischof Joseph Kardinal Frings. Der fast 100 Jahre alte Kirchturm musste 1986 restauriert werden und wurde mit einem schmalen Turmkreuz ausgestattet. Im Februar 2014 ist die Finanzierungszusage erfolgt, den Glaskubus zu restaurieren.

## Ausstattung
Der schlichte Stahlskelettbau wird durch 12 schlanke Säulen im Innenraum der Kirche getragen, die an die 12 Aposteln erinnern sollen. Auf dem Fußboden des Kirchenraumes wurde ein Naturstein-Kleinpflaster aus Basalt, Grauwacke, Granit und Kalkstein verlegt. Der Altarraum wurde optisch abgesetzt und in hellgrünem Alta-Quarzit ausgeführt. Der Eingangsbereich wurde hingegen mit einem robusten Granit-Kleinpflaster ausgelegt.
Von der ursprünglichen Innenausstattung sind die meisten Objekte im Krieg zerstört worden. Lediglich die Reliquienstatue des Hl. Stephanus und eine Figur des Hl. Antonius sowie vier Evangelientafeln konnten aus dem Schutt der zerstörten Kirche geborgen werden.

### Altar, Altarkreuz und Altarleuchter
Der schlichte Altar wurde 1961 von Rudolf Peer in weißem Carrara-Marmor ausgeführt. Das Altarrelief zeigt die Emmaus-Szene, die die Kölner Künstlerin Jutta Osten umgesetzt hat. Das Bronzerelief wurde 2011 bei der Umgestaltung des Altarraumes in das Pfarrbüro versetzt. Der Altar wurde dabei entsprechend der Liturgiereform von 1964 gedreht. Die Leuchter auf dem Altar schuf die Kölner Künstlerin Hildegard Domizlaff bereits 1955.
Das schlanke Hängekreuz aus Bronze ist ein Werk von Werner Schürmann, dem Bruder des Architekten. Schürmann entwarf das Kreuz in Dublin, der Bronzeguss erfolgte in Düsseldorf. Das kontrovers diskutierte Christusbild greift das Bild eines ausgemergelten KZ-Häftlings auf.
Die Hintergrundbemalung des Altarkreuzes aus Redwood mit karminroten Farbspritzern führte der amerikanische Künstler Morris Graves  Anfang 1964 aus.
Die vier Standleuchter aus Bronze, die den Altar umrahmen, wurden ebenfalls von Werner Schürmann geschaffen. Sie symbolisieren die vier Kirchenpatrone der Pfarrgemeinden in Kriel und Lindenthal: St. Stephan, St. Thomas Morus, St. Laurentius und St. Albertus Magnus. Die Leuchter tragen folgende Inschriften:
- St. Stephan: Ich sehe den Himmel offen. Herr Jesus nimm meinen Geist auf. Domine ne statuas illis hoc peccatum.
- St. Thomas Morus: Ich sterbe in Treue gegen Gott und König. Jederzeit jedem ein Freund. Domine Jesu suscipe spiritum meum.
- St. Laurentius: Im Feuer hast Du mich erprobt doch fand kein Unrecht an mir sich. Herr du hast mich heimgesucht bei der Nacht.
- Auf der Gegenseite von St. Albertus Magnus sind einige bildliche Darstellungen zu sehen.

### Taufbecken und Ambo
In den Taufstein aus Anröchter Grünsandstein, den ebenfalls Rudolf Peer 1961 gefertigt hat, ist ein Bronzebecken eingelassen. Die Außenseite zeigt ein Fischernetz und der Deckel ist mit einem Christussymbol, dem Fisch verziert.
Vom selben Künstler stammt auch der Ambo, die Weihwasserbecken und die Sedilien, die ebenfalls aus Anröchter Grünsandstein gearbeitet sind.

### Seitenaltar, Tabernakel
Die Mensa des Seitenaltars wurde aus dem Altar der früheren Notkirche gearbeitet. Die Familie des Architekten Schürmann stiftete der Kirche das ewige Licht, das der Künstler Rudolf Peer geschaffen hat und neben dem Seitenaltar aufgestellt ist.
Den Tabernakel entwarf Hildegard Domizlaff bereits 1954 für die Notkirche von St. Stephan. Bronzegetriebene Türen sind mit aufgesetzten Schmucksteinen verziert. Thematisch greift sie die Lobpreisung der vier Elemente auf. Für den Kirchenneubau gestaltete sie die Seitenwände und die Rückwand des Tabernakels mit Motiven der Flora und Fauna des Heiligen Landes neu.

### Holzkruzifix der Beichtkapelle
Das Holzkruzifix aus Nussbaumholz, das sich heute an der rückwärtigen Wand der Beichtkapelle befindet, wurde bereits um 1400 von einem unbekannten Künstler angefertigt. Ursprünglich war es im Triumphbogen der Kirche St. Cäcilien angebracht.
Bei der Restaurierung des Kreuzes in den Jahren 1987 bis 1989 wurde nach der Abtrennung des Kruzifix vom Kreuz ein mit Reliquien gefülltes Sepulcrum entdeckt, das sich eindeutig auf das Jahr 1579 datieren ließ. Die Reliquien waren in ein Leinentuch gewickelt, das nach Untersuchungen der Kölner Textilrestauratorin Ulrike Reichert vermutlich im 13. Jahrhundert am Niederrhein gefertigt wurde.
Dem Reliquienkästchen war ein Zettel beigelegt, der vom Erzbistum Köln aus dem Lateinischen übersetzt wurde: "Reliquien von nicht namentlich bezeichneten Heiligen, die im Jahr des Herrn 1579 in diesem Kreuz beigesetzt wurden, im Jahr 1861 gelegentlich des Festes des Hl. Kreuzes vom Rektor dieser Basilika der Hl. Cäcilia, Jungfrau und Märtyrerin und Seelsorgsgeistlichen des Hospitals St. Joseph Friedrich Stein erhoben und von seinem Nachfolger Ludwig Fussbahn wieder eingeschlossen wurden."
Bevor das Holzkreuz in der neuen Kirche von St. Stephan aufgestellt wurde, hing es bis nachweislich bis 1894 in St. Cäcilien. Während des Zweiten Weltkrieges war es im Keller des Bürgerhospitals eingelagert, bevor es ab 1943 außerhalb von Köln aufbewahrt wurde. Im Jahr 1954 wurde es mit einem neuen Holzkreuz versehen und in der Notkirche von St. Stephan aufgestellt. In der neuen Kirche schmückte es bis 1987 die Wand hinter dem Taufstein.

### Prozessionskreuz
Das Vortragekreuz der Kirche St. Stephan wurde um 1880 in der Werkstatt Alois Kreiten erschaffen. Vermutlich kam es über eine Stiftung in den Besitz der Kirchengemeinde. Das Kreuz besteht aus einem Eichenholzkern, mit teilvergoldetem Silber ummantelt. 2005 wurde das Kreuz in der Kölner Silberschmiede Martin von Bongard grundlegend restauriert.

### Kreuzweg und Grundstein
Der Kreuzweg, der an der linken Seitenwand im Kircheninnenraum angebracht ist, besteht aus 14 Bronzetafeln, die der Kirche 1973 von der Kölner Galeristin Aenne Abels gestiftet wurde. Die Bronzetafeln sind ein Werk des kontrovers diskutierten Künstlers Hanns Scherl aus Wittlich.
Der Grundstein der Kirche, der am 17. Januar 1960 zusammen mit einer Messingkartusche, die die Gründungsurkunde erhält, in die Kirchenmauer eingelassen wurde, befindet sich zusammen mit dem Marmor aus der Jerusalemer Stephanuskirche ebenfalls an der linken Seitenwand der Kirche.

### Figuren und Relief
Zwei Figuren aus der alten Kirche haben die Zerstörung im Zweiten Weltkrieg überstanden. Am Ausgang der Kirche ist die restaurierte Statue des Hl. Stephan mit der Märtyrerpalme und Steinen platziert. Sie wurde ursprünglich am 22. Dezember 1924 aufgestellt.
Die Figur des Hl. Antonius gehört bereits seit dem 10. Juni 1898 zu der Innenausstattung von St. Stephan.
Im Jahr 1976 wurden an der Innenwand der Kirche vier Evangelientafeln angebracht. Die Tafeln wurden 1956 beim Enttrümmern vom Küster der Kirche gefunden. Zwei von ihnen mussten nach einem Diebstahl erneuert werden. Ursprünglich zierten sie den Predigtstuhl der alten Kirche St. Stephan.
Die Madonna mit dem Kind, die in der Nähe des Nebenaltars aufgestellt ist, wird mit dem Blaubeurer Hochaltar verglichen und auf eine Entstehungszeit Ende des 15. Jahrhunderts datiert. Die Statue wurde 1962 der Kirche von dem Kölner Galeristen Rolf Hanstein vom Kunsthaus Lempertz gestiftet. Sein Sohn, Henrik Hanstein, beauftragte im Jahr 1980 das Schnütgen-Museum mit der Restaurierung der Statue.
Das Wandrelief Jesus und Zachäus aus Maulbronner Sandstein schuf im Jahr 1978 Jutta Osten, die bereits das Altarrelief angefertigt hat.

### Orgel

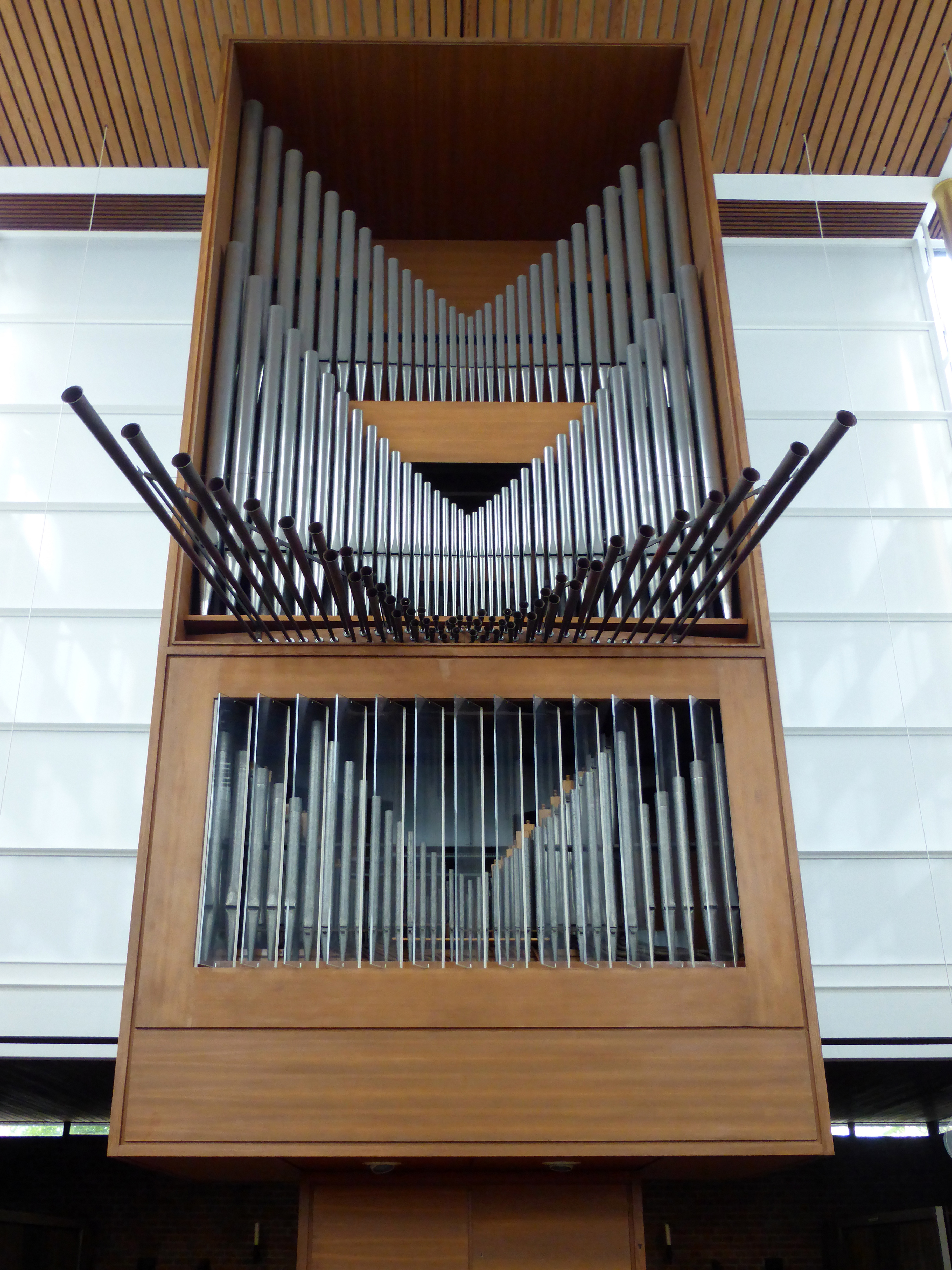
Johannes Klais Orgel.

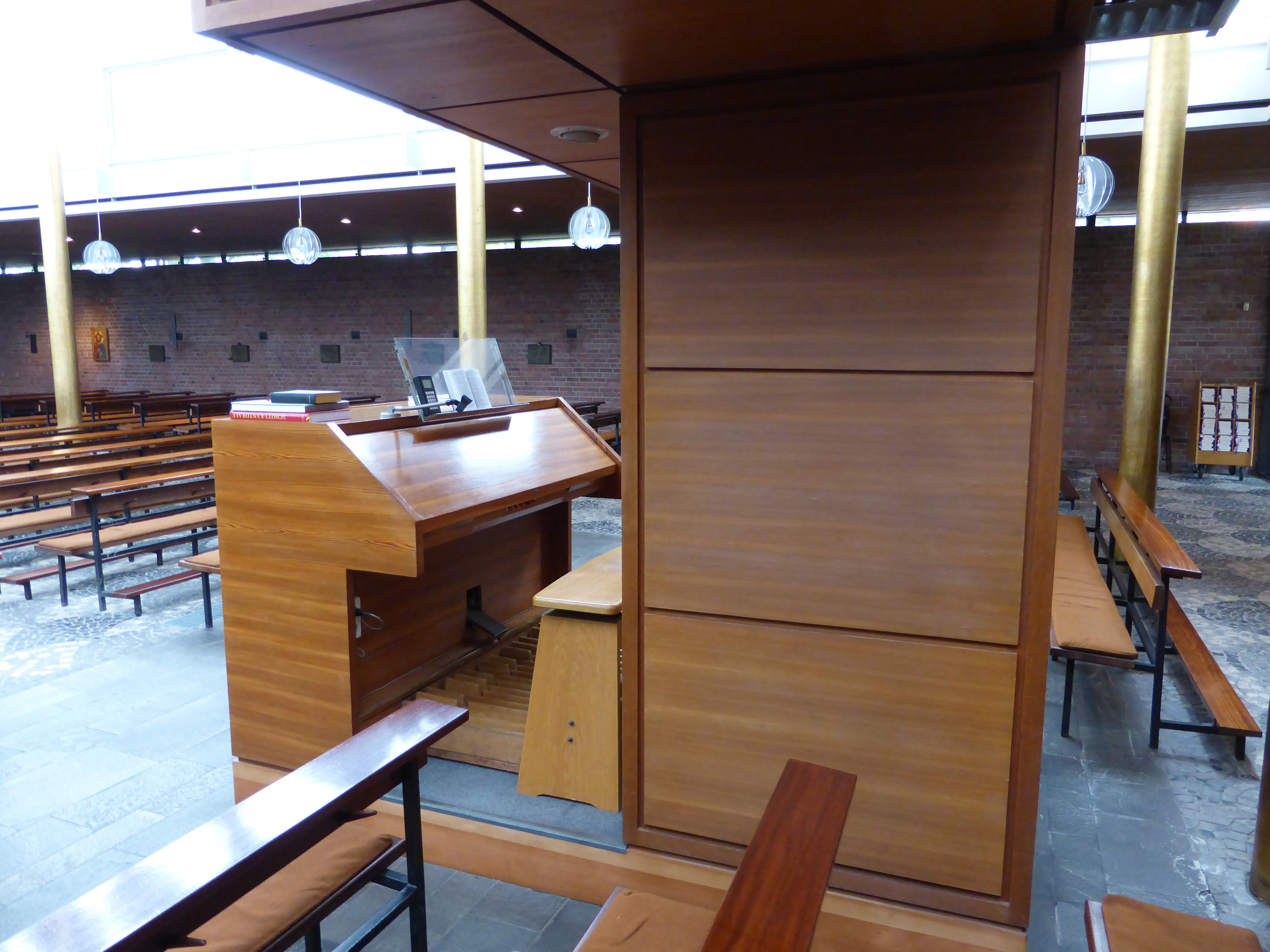
Orgel-Spieltisch.

Nachdem die alte Orgel im Zweiten Weltkrieg zerstört worden war, erhielt die Kirche in den Jahren 1961–1962 eine neue Orgel, die von der Orgelbaufirma Johannes Klais Orgelbau (Bonn) errichtet wurde (opus 1244). Der Orgelprospekt und Details vom Gehäuse wurden von Joachim Schürmann entworfen. Die Pfeifen sind symmetrisch angeordnet, nur die Spanischen Trompeten stehen weit in den Raum vor.
Das Schleifladen-Instrument hat 22 Register (1675 Pfeifen, davon 1413 aus einer Zinn-Legierung, 86 aus Kupfer und 176 aus Holz) auf zwei Manualen und Pedal. Die Spieltrakturen sind mechanisch, die Registertrakturen sind elektrisch. Im Jahr 2008 wurde die Orgel restauriert. Dabei wurde die Pedalmixtur gegen einen Gedecktbass 8′ ausgetauscht.
| I Hauptwerk C–g3 |                     |       |     |
| 1.               | Prinzipal (Pr.)     | 8′    |     |
| 2.               | Rohrflöte           | 8′    |     |
| 3.               | Octav               | 4′    |     |
| 4.               | Holztraverse (ab c) | 4′    | (Ü) |
| 5.               | Nasard              | 2 ⁄3′ |     |
| 6.               | Superoktav          | 2′    |     |
| 7.               | Mixtur IV-VI        | 1 ⁄3′ |     |
| 8.               | Dulcian             | 16′   |     |
| 9.               | Spanische Trompete  | 8′    |     |

| II Schwellwerk C–g3 |                      |       |
| 10.                 | Gedackt              | 8′    |
| 11.                 | Viola da Gamba (Pr.) | 8′    |
| 12.                 | Prinzipal            | 4′    |
| 13.                 | Waldflöte            | 2′    |
| 14.                 | Larigot              | 1 ⁄3′ |
| 15.                 | Sesquialter II-III   | 2 ⁄3′ |
| 16.                 | Scharff IV           | 1′    |
| 17.                 | Musette-Regal        | 8′    |
|                     | Tremulant            |       |

| Pedalwerk C–f1 |                 |     |
| 18.            | Subbass         | 16′ |
| 19.            | Offenbass (Pr.) | 8′  |
| 20.            | Gedecktbass     | 8′  |
| 21.            | Holzprinzipal   | 4′  |
| 22.            | Liebl. Posaune  | 16′ |

- Koppeln: II/I, I/P, II/P
- Anmerkungen:

(Pr.) = Register im Prospekt sichtbar
(Ü) = Überblasend

### Gemälde und Ikonen
Die linke Stirnwand hinter dem Altar schmückt ein frühes Emaillebild von Egino Weinert mit einem Kreuzigungsmotiv. Zwei Ikonen vervollständigen den Kirchenschmuck von St. Stephan: eine russische Ikone aus der Jaroslavl-Schule und eine Christus-Ikone, die 1966 von Vasil Trajkovski nach einem Vorbild eines Freskos aus der Kirche St. Georg bei Skopje angefertigt wurde. Diese Ikone wurde Pastor Greisbach 1997 zum Silbernen Ortsjubiläum geschenkt. Die russische Tolga-Ikone datiert aus dem Jahr 1745 und wurde am 8. Dezember 1994 in St. Stephan geweiht.
Der in Köln-Lindenthal wohnende Künstler Wladimir Naumez schenkte der Kirche 1986 das Kunstwerk "Gekreuzigter Jesus". Er widmete das Bild dem Andenken der Toten der zwei Weltkriege und der verstorbenen Priester von St. Stephan.

## Kirchenglocken
Eine erste Glocke bekam die Kirche im Jahr 1897, mindestens zwei weitere folgten in den nächsten Jahren. Am 23. bis 26. Juni 1917 mussten drei Glocken von St. Stephan als "Metallspende" abgeliefert werden. Anfang der 1920er Jahre lieferte die Glockengießerei Otto den zweiten Satz Kirchenglocken. Auch das zweite Glockengeläut der alten Kirche sind bis auf die kleinste Glocke im Zweiten Weltkrieg beschlagnahmt und zerstört worden. Sie wurden 1922 bzw. 1930 von Ernst Karl (Karl II) Otto von der Glockengießerei Otto, Hemelingen bei Bremen gegossen. Das Geläut bestand aus vier Glocken:
- Glocke I   (1930) mit dem Schlagton cis', 2400 kg, zerstört
- Glocke II  (1922) mit dem Schlagton e',   1350 kg, zerstört
- Glocke III (1922) mit dem Schlagton fis',  975 kg, zerstört
- Glocke IV  (1922) mit dem Schlagton gis',  675 kg, nicht zerstört

Die neue Kirche erhielt 1961 wieder ein vollständiges Geläut, bestehend aus vier Glocken, gegossen von Hans Georg Hermann Maria Hüesker von der Firma Petit & Gebr. Edelbrock, Gescher:
- Christusglocke (1961) mit dem Schlagton c’+7, 2300 kg, Inschrift: +Jesus Christus, der gute Hirt, ruft: "Dass alle eins seien, wie der Vater und ich eins sind."
- Marienglocke (1961) mit dem Schlagton es'+7, 1300 kg, Inschrift: +Maria, die Gottesmutter, ruft: "Was er euch sagt, das tuet."
- Stephansglocke (1961) mit dem Schlagton f’+7, 900 kg, Inschrift: +Stephanus, unser Pfarrpatron, ruft: "Verharret in der Lehre d. Apostel, in der brüderlichen Gemeinschaft, im Brotbrechen und im Gebet." und die
- Engelsglocke (1961) mit dem Schlagton as+7’, 500 kg, Inschrift: +Mit den Engeln rufen wir: "Würdig ist das Lamm, das geschlachtet ward, zu empfangen Macht und Fülle, Weisheit und Kraft, Ehre und Herrlichkeit und Lobpreis."

Die Glockenweihe fand am 16. Juli 1961 durch den Domkapitular Augustinus Frotz statt, der von 1931 bis 1934 Kaplan von St. Stephan war. Die Glocken der Kirche St. Stephan können heute in drei Motiven gespielt werden:
- Glocken I–IV: Cibavit eos
- Glocken I–III: Te Deum
- Glocken II–IV: Gloria

## Pfarr- und Gemeindehaus

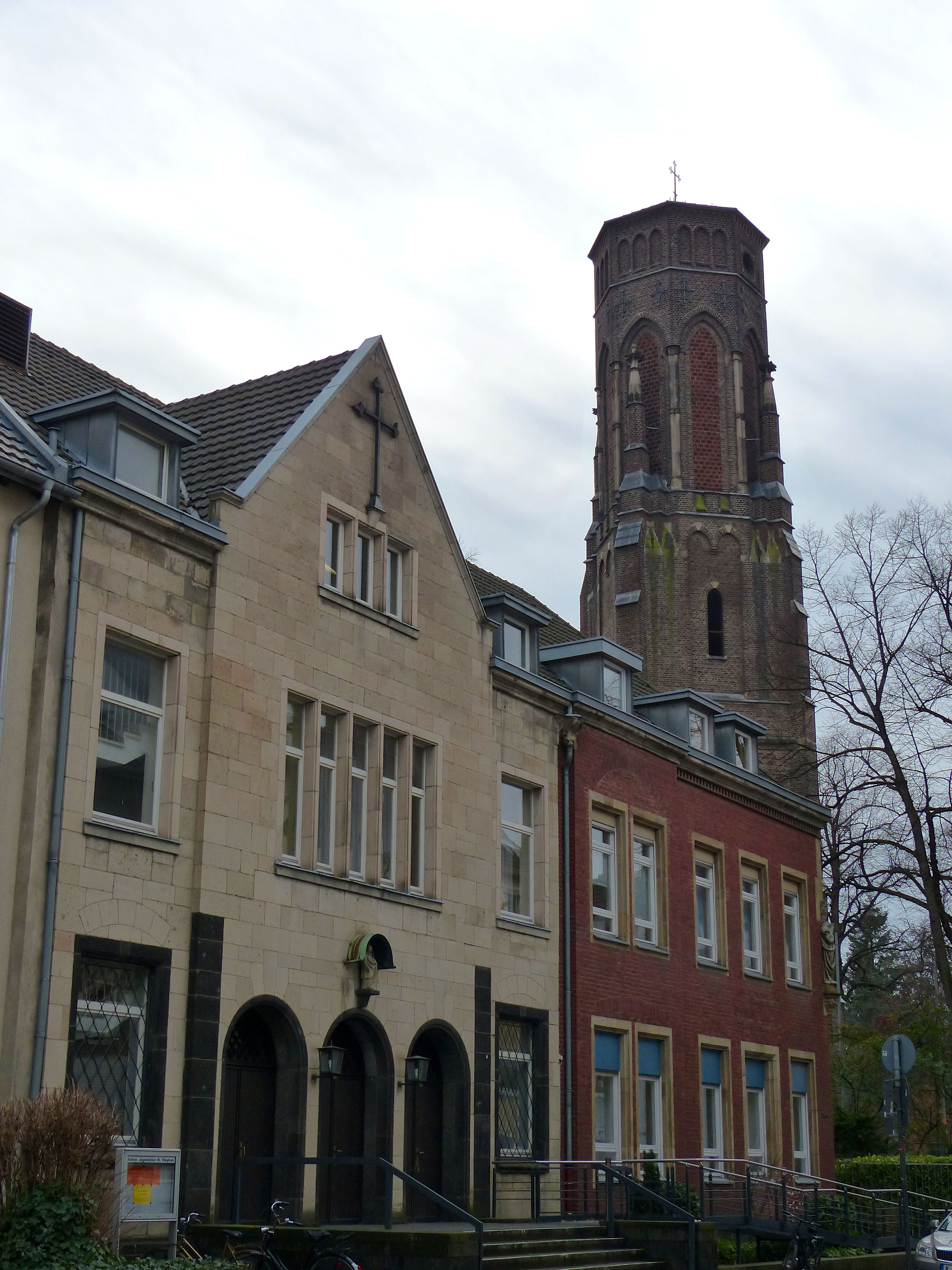
Gemeindehaus von St. Stephan an der Bachemer Straße mit dem Kirchturm im Hintergrund

Das zweigeschossige Pfarrhaus wurde um 1910 errichtet. Eine breite Außentreppe leitete in eine mit einem Giebel bekrönte Mittelachse über.
Das Gebäude brannte bei dem Luftangriff der Royal Air Force im April 1944 ebenfalls aus. Kurz nach dem Krieg wurde das Gebäude wieder instand gesetzt und im August 1948 eine Notkirche eingerichtet. Nach dem Einsturz der Chorruine infolge eines Sturmes wurde das Chorkreuz der alten Kirche St. Stephan am 25. Dezember 1948 am Giebel des Pfarrheimes angebracht. Bis zur Einweihung der neuen Kirche im März 1961 war das Verein- und Pfarrheim der Mittelpunkt des katholischen Gemeindelebens in Köln-Lindenthal. Heute ist das Haus das Zentrum der Pfarrei St. Stephan Köln, die sich aus den katholischen Kirchengemeinden St. Stephan (Bachemer Straße), St. Thomas Morus (Decksteiner Straße), St. Albertus Magnus (Suitbert-Heimbach-Platz) und St. Laurentius (Weyertal) zusammensetzt.

## Pfarrer
- 1887 – 1896: Heinrich Hubert Joseph Titz (* 19. November 1839, † 16. Januar 1896)
- 1896 – 1915: Jakob van Gils (* 3. Juni 1850 † 24. Februar 1915)
- 1915 – 1944: Otto Finger (* 7. Juli 1872 † 24. Februar 1951)
- 1944 – 1970: Walter Fuhrmanns (* 30. August 1890 † 23. April 1975)
- 1970 – 2001: Werner Greisbach (* 4. Mai 1926 † 8. Mai 2015)
- 2001 – 2009: Wilhelm Metternich (* 28. August 1937)
- 2009 – 2021: Thomas Iking (* 1958)
- ab 1. September 2021: Jürgen Hünten (Pfarrer im Sendungsraum mit Pfarrei St. Franziskus Weiden/Lövenich/Widdersdorf)

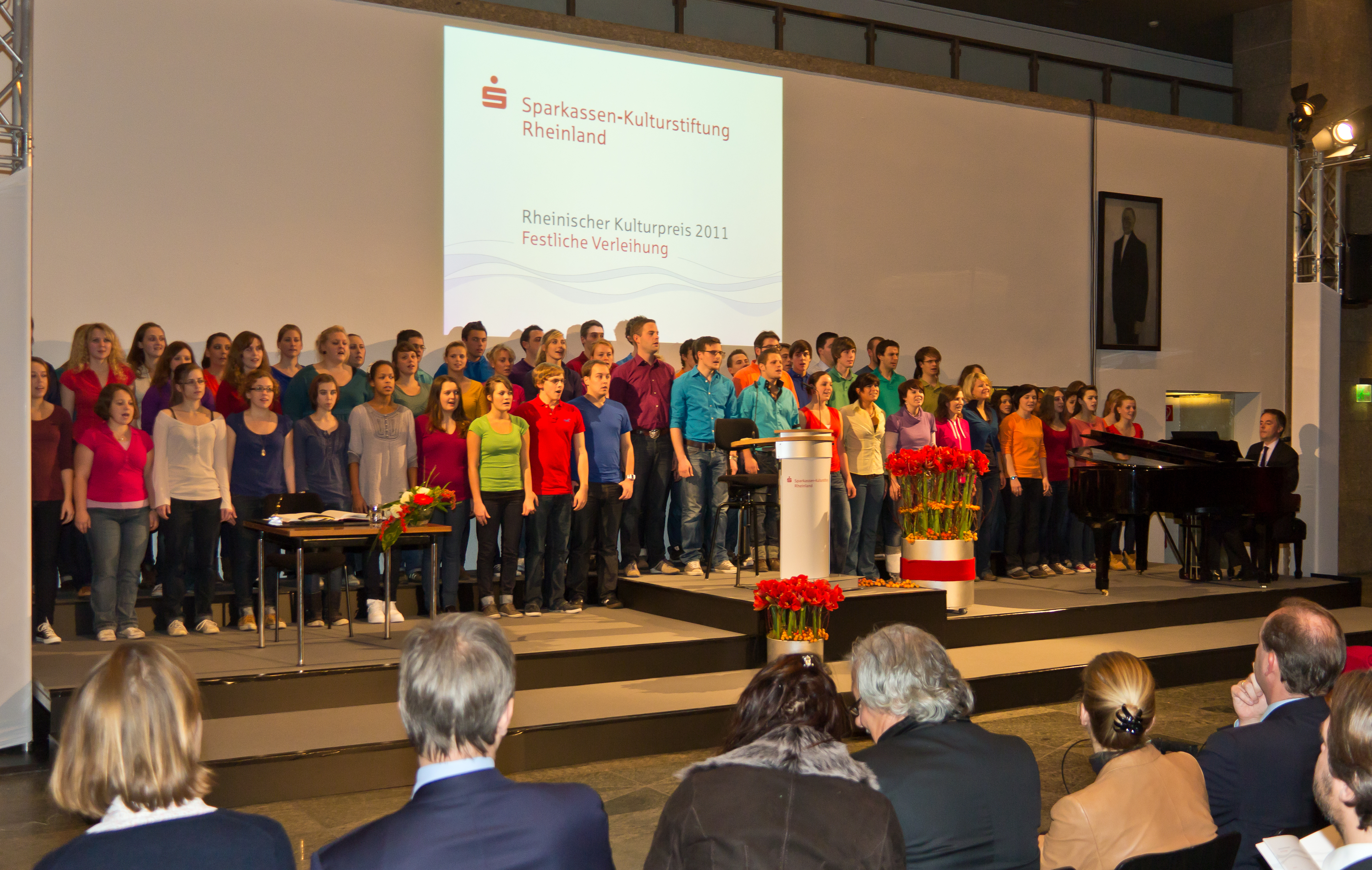
Der Kölner Jugendchor St. Stephan 2011

## Jugendchor
Der große Jugendchor der Kirchengemeinde führt seit 1984 ein umfangreiches Repertoire von Pop, Gospel, Comedy, Klassik bis zu kölschen Tönen auf. Das Ensemble wird seit 1985 von Michael Kokott geleitet. International bekannt wurde er durch einen Auftritt zusammen mit Bill Clinton beim Kölner G8-Gipfel im Juni 1999.

## Trivia

Totenzettel zu Emma Adenauer von 1916

Die katholische Kirche St. Stephan ist eng mit der Familiengeschichte Konrad Adenauers verbunden. In dieser Kirche heiratete der aus einfachen Verhältnissen stammende Assessor am 26. Januar 1904 seine erste Ehefrau Emma Weyer. Die Trauermesse für die früh Verstorbene wurde hier am 10. Oktober 1916 abgehalten. Vierzig Jahre später setzte sich ihr Sohn Max Adenauer in der Eigenschaft als Kirchenvorstand von St. Stephan für den Wiederaufbau der Kirche ein.